# しあわせ芝居
「しあわせ芝居」（しあわせしばい）は、1977年11月5日にリリースされた、桜田淳子の21枚目のシングルである。

## 解説
- 桜田のシングルでは初めて、作詞・作曲をシンガーソングライターの中島みゆきが担当した。
- TBS系『ザ・ベストテン』では第1回放送（1978年1月19日放送）に第3位で初登場。その後、第4回（同年2月9日放送・第8位）まで4週ランクインした。
- 『第29回NHK紅白歌合戦』の出場曲となった。
- 第20回日本レコード大賞金賞（大賞ノミネート）受賞。
- 中島みゆきはこの曲と加藤登紀子への提供曲「この空を飛べたら」で、第20回日本レコード大賞西条八十賞（後の作詩賞）を受賞した。

## 収録曲
1. しあわせ芝居 (3分56秒)
作詞・作曲：中島みゆき／編曲：船山基紀
2. 晩秋 (3分56秒)
作詞・作曲・編曲：穂口雄右

## 舞台裏
『文芸ポスト』（2004年）の中島みゆき特集「しあわせ芝居の舞台裏」において、桜田淳子は、「（当時）ピカピカのアイドル路線で、私によせられる周りの期待は〝いつも笑顔〟のヒロインだった。でも私も泣いているんだ、考えているんだ……という思いをずっと心の片隅に持ち続けていた。（それが曲をもらい）タイトルにアッという感動が走り、テープから流れてくる中島さんの歌声で（中略）気がつくと譜面を手にしながらハラハラと泣いていた」「それ程、この歌は十九歳の乙女の心をくぎづけにしてならない強烈なインパクトを放っていた」と述べている。

## 楽曲の収録アルバム
- しあわせ芝居
- 20才になれば
- GOLDEN☆BEST 桜田淳子

## カバー
- 研ナオコ（1978年）- アルバム『NAOKO VS MIYUKI/研ナオコ、中島みゆきを歌う』収録
- 中島みゆき（1979年、セルフカバー）- アルバム『おかえりなさい』収録
- 岩崎良美（2013年） - アルバム『The Reborn Songs～シクラメン～』収録